# Tailândia nos Jogos Olímpicos de Verão de 1952
A Tailândia competiu nos Jogos Olímpicos de Verão de 1952, realizados em Helsinque, Finlândia.